# Coehoornsingel (Groningen)
De Coehoornsingel is een straat in de binnenstad van Groningen. De straat loopt vanaf de Stationsstraat naar de Herestraat. De straat is vernoemd naar Menno van Coehoorn. Tot 1929 werd de straat de Zuiderbinnensingel genoemd.

## Monumenten
| Adres                | Bouwjaar | Beschrijving                                                                   | Monument  | Afbeelding |
| -------------------- | -------- | ------------------------------------------------------------------------------ | --------- | ---------- |
| Coehoornsingel 2     |          | Herenhuis op de hoek van het Hereplein, tweelaags met mezzanino                | GM 102256 |            |
| Coehoornsingel 14    | 1882-83  | Remonstrantse kerk ontworpen door H. Raammaker                                 | GM 101874 |            |
| Coehoornsingel 26    | 1887-88  | De Toekomst, gebouwd in opdracht van de Groninger Arbeiders Maatschappij       | GM 108385 |            |
| Coehoornsingel 30-32 | 1882     | Herenhuis in eclectische bouwstijl, na restauratie in 1985 thans drie woningen | RM 485508 |            |
| Coehoornsingel 46    | 19e eeuw | Woonhuis, eenlaags onder dwarsgeplaatst schilddak                              | GM 101880 |            |
| Coehoornsingel 115   | 1893     | Hofsburg, woonhuis in neo-Renaissancestijl                                     | RM 485495 |            |
| Coehoornsingel 117   | 1893     | Woonhuis in neo-Renaissancestijl                                               | RM 485501 |            |

Achter de Muur · 
Akerkhof · 
Akerkstraat · 
Broerstraat · 
Brugstraat ·
Bruine Ruiterstraat ·
Burchtstraat · 
Butjesstraat ·
Carolieweg ·
Coehoornsingel · 
Donkersgang · 
Driften · 
Emmaplein · 
Folkingestraat · 
Folkingedwarsstraat ·
Ganzevoortsingel · 
Gasthuisstraatje ·
Gedempte Kattendiep ·
Gedempte Zuiderdiep ·
Gelkingestraat ·
Grote Kromme Elleboog ·
Grote Markt ·
Guldenstraat ·
Guyotplein ·
Haddingestraat ·
Haddingedwarsstraat ·
Hardewikerstraat ·
Hereplein · 
Herebinnensingel ·
Heresingel ·
Herestraat ·
Hoekstraat ·
Hofstraat ·
Hoge der A ·
Hoogstraatje ·
Jacobijnerstraat ·
Kleine der A ·
Kattenhage ·
Kleine Kromme Elleboog ·
't Klooster ·
Kostersgang ·
Koude Gat ·
Kreupelstraat ·
Kwinkenplein ·
De Laan ·
Lage der A ·
Lopende Diep ·
Lutkenieuwstraat ·
Marktstraat ·
Martinikerkhof ·
Munnekeholm ·
Muurstraat ·
Naberstraat ·
Nieuwe Boteringestraat ·
Nieuwe Ebbingestraat ·
Nieuwe Kerkhof ·
Nieuwe Kijk in 't Jatstraat ·
Nieuwe Markt ·
Nieuwstad ·
Noorderhaven ·
Oosterstraat ·
Ossenmarkt ·
Oude Boteringestraat ·
Oude Ebbingestraat ·
Oude Kijk in 't Jatstraat ·
Papengang ·
Pausgang · 
Pelsterstraat ·
Peperstraat ·
Poelestraat ·
Praediniussingel ·
Rademarkt ·
Radesingel ·
Reitemakersrijge ·
Rode Weeshuisstraat ·
Schoolstraat · 
Schoolholm · 
Schuitemakersstraat ·
Schuitendiep · 
Sieboldsgang · 
Singelstraat · 
Sint Jansstraat ·
Sint Walburgstraat ·
Spilsluizen ·
Stationsstraat ·
Steentilstraat ·
Stoeldraaierstraat · 
Torenstraat · 
Turfstraat ·
Turfsingel ·
Turftorenstraat ·
Ubbo Emmiussingel ·
Vismarkt ·
Visserstraat ·
Waagstraat ·
Zoutstraat ·
Zwanestraat